# Osvaldo Vaz
Pour les articles homonymes, voir Vaz.
Osvaldo Vaz, né le 15 octobre 1969 à Guadalupe, est un économiste, enseignant et homme politique santoméen, membre du Mouvement pour la libération de Sao Tomé-et-Principe – Parti social-démocrate.

## Biographie
Osvaldo Vaz est originaire de Guadalupe, ville de São Tomé dans laquelle il passe son enseignement primaire et son secondaire (son enseignement pré-universitaire se fait à la ville de São Tomé). Il exerce également son premier métier à Guadalupe, celui de professeur de mathématiques et de chimie en secondaire de 1987 à 1992. En 1999, il est comptable pour Branch Energy Ltd., à Luanda. À l'université Agostinho Neto, en Angola, il obtient une licence en économie en 1997 puis une maîtrise dans le même domaine deux ans plus tard. De 1996 à 2009, Vaz est professeur en économie dans cinq écoles : à l'Instituto Médio de Economia de Luanda, à l'université Agostinho Neto, à l'Instituto Superior Politécnico et à l'Instituto Universitário de Contabilidade, Administração e Informática, deux établissements situés à São Tomé, puis à l'Universidade Lusíada de São Tomé e Príncipe. Il est également chef du département des finances de l'Empresa Nacional de Exploração de Aeroportos e Navegação Aérea (en), une entreprise publique angolaise d'aéronautique, entre 2001 et 2003.
Osvaldo Vaz débute en politique dans la Jeunesse du Mouvement pour la libération de Sao Tomé-et-Principe, dont il est secrétaire à l'Information pour le district de Lobata. Il est ensuite élu membre du Conseil de district et de juridiction de Lobata, puis devient membre du Conseil national et de la commission politique du Mouvement pour la libération de Sao Tomé-et-Principe – Parti social-démocrate (MLSTP-PSD),.
En 2012, il prévoit de se porter candidat à la présidence du MLSTP-PSD, avant de rejoindre à la dernière minute la liste d'unité. Il est alors nommé vice-président du parti. Pour les élections législatives de 2014 il est le leader du MLSTP-PSD, remplaçant le président du parti Jorge Amado, figure contestée. Il se porte par conséquent candidat au poste de Premier ministre. Il déclare que la jeunesse, la formation et l'emploi sont ses priorités.
En décembre 2017, il est mis en cause dans une affaire de tentative corruption avec le député Delfim Neves et le conseiller de la Cour suprême de justice Justino Veiga. En conséquence, il démissionne de la vice-présidence du MLSTP-PSD le 10 décembre,, même si son parti le soutient dans cette affaire judiciaire.
Osvaldo Vaz est directeur général de l'Empresa Nacional de Combustíveis e Óleo (Compagnie nationale du carburant et de l'huile) et de la branche santoméenne de Sonangol, société angolaise de production de pétrole et de gaz naturel. Il est limogé de ces deux postes le 11 mai 2018.
Il élu député en octobre 2018 à Lobata, mandat qu'il occupait déjà depuis les élections législatives de 2014. Il est ministre de la Planification, des Finances et de l'Économie bleue par Jorge Bom Jesus, dans le XVIIe gouvernement du 3 décembre 2018 jusqu'à sa démission le 29 septembre 2021.